# Pit Corder
Stephen Pit Corder (York, 6 ottobre 1918 – Allerdale, 27 gennaio 1990) è stato un linguista britannico.
Professore di linguistica applicata all'Università di Edimburgo, è conosciuto per il suo contributo all'analisi dell'errore. È stato il primo presidente, dal 1967 al 1970, dell'Associazione britannica di Linguistica applicata.

## Biografia
Stephen Pit Corder nasce al numero 4 di Bootham Terrace, a York, da una famiglia quacchera. Suo padre, Philip Corder (n. 1885) è stato un insegnante di origini inglesi, mentre la madre Johanna Adriana van der Mersch (n. 1887) era olandese. Pit ha studiato presso la Bootham School, un collegio scolastico quacchero, dove insegnava il padre. Ha proseguito gli studi in lingue moderne al Merton College di Oxford dal 1936 al 1939.
Dopo l'esperienza ad Oxford, Corder insegna alla Great Ayton Friends' School prima di servire la Friends' Ambulance Unit durante la Seconda guerra mondiale in Finlandia ed Egitto, avendo ricevuto l'esenzione dal servizio militare come obiettore di coscienza. Nel 1946 sposa Nancy Procter (n. 1916), una cugina di secondo grado, da cui ha due figli maschi e una femmina.

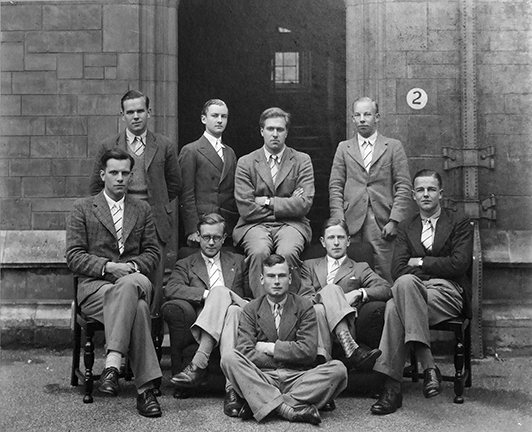
La squadra di canottaggio "The Second VIII" del Merton College. Corder è il terzo da sinistra in ultima fila.

Dopo la guerra ha lavorato al British Council in Austria, Turchia, Giamaica e Colombia. Durante questo periodo ha modo di insegnare, lavorando sulla struttura sillabica e preparando il materiale per una nuova proposta didattica. Nel 1957 raggiunge il dipartimento di linguistica applicata dell'Università di Edimburgo, continuando comunque il suo lavoro per il British Council. Quest'ultimo necessitava di esperti in linguistica applicata per l'espansione dell'inglese nel resto del mondo. Ottenuto il diploma, Corder viene trasferito allora dal British Council in Nigeria, dove contribuì alla diffusione dell'insegnamento della lingua inglese per mezzo della televisione.
In seguito all'esperienza in Nigeria, Corder lascia il British Council presumibilmente nel 1961, quando inizia la sua attività di professore all'Università di Leeds. Nel 1964 diventa direttore del dipartimento di linguistica applicata all'Università di Edimburgo, rimanendovi per tutto il resto della carriera professionale. Sempre nello stesso anno istituisce la docenza di linguistica applica ad Edimburgo.
Dal 1967 al 1970 è il primo presidente dell'Associazione britannica di Linguistica applicata.
Pit Corder è morto nel 1990 nel borough di Allerdale, in Cumbria (Inghilterra settentrionale).

## Opere
Corder ha scritto numerose pubblicazioni che hanno avuto una notevole influenza nel campo della linguistica applicata:
- Corder, S. P. (1960) An intermediate English practice book. Longman.
- Corder, S. P. (1967) "The significance of learner's errors." International Review of Applied Linguistics, 5: 161–170.
- Corder, S. P. (1973) Introducing applied linguistics. Penguin Education.
- Corder, S. P. (1981) Error Analysis and Interlanguage. Oxford University Press.

In Error Analysis and Interlanguage, Corder ha concepito l'idea secondo cui l'apprendimento di una lingua seconda o straniera è evolutivo e può essere studiato analizzando gli errori che gli apprendenti fanno. Questi errori dovrebbero essere visti come segni di uno sviluppo linguistico positivo piuttosto che come carenze. L'argomentazione di Corder secondo cui la lingua dell'apprendente, in seguito chiamata interlingua da Larry Selinker nel 1972, è una varietà a sé stante è un assunto ad oggi generalmente accettato.